# Грюн, Жорж
Жорж Серж Грюн (фр. Georges Serge Grün; род. 25 января 1962, Схарбек, Бельгия) — бельгийский футболист, защитник, известный по выступлениям за «Парму», «Андерлехт» и сборную Бельгии. Участник чемпионатов мира 1986, 1990 и 1994 годов, а также чемпионата Европы 1984 года.

## Клубная карьера
Грюн воспитанник футбольной академии клуба «Андерлехт». В 1982 году он был включен в заявку команды на сезон. Жорж завоевал твёрдое место в основном составе только в своём втором сезоне. В составе команды он отыграл восемь сезонов. Грюн помог «Андерлехту» три раза выиграть Жюпиле лигу, по два раза завоевать Кубок и Суперкубок Бельгии, а также стать обладателем Кубка УЕФА.
Летом 1990 года Жорж перешёл в итальянскую «Парму». Он стал третьим легионером в клубе после Томаса Бролина и Клаудио Тафарелла. 9 сентября в матче против «Ювентуса» Грюн дебютировал в Серии А. В 1992 году он помог команде завоевать Кубок Италии, а на следующий год победить в розыгрыше Кубка обладателей кубков. Летом 1994 году Грюн вернулся в родной «Андерлехт». В 1995 году он помог команде завоевать очередной чемпионский титул. В 1996 году Жорж вновь вернулся в Италию, подписав соглашение «Реджаной», но после вылета команды в низший дивизион, он принял решение завершить карьеру.

## Международная карьера
13 июнь 1984 года в матче против сборной Югославии Грюн дебютировал за сборную Бельгии. В 1984 году он был включен в заявку национальной команды на участие в чемпионате Европы во Франции. На турнире Мишель сыграл во всех трех матчах группового этапа против сборных Югославии, Дании и хозяев первенства Франции. В поединке против югославов Жорж забил свой первый гол за Бельгию.
В 1986 году он впервые поехал на чемпионат мира в Мексику. На турнире Грюн принял участие во всех встречах против сборных Ирака, Парагвая, СССР, Испании, Аргентины и хозяев первенства Мексики.
В 1990 году он был включен в заявку национальной команды на участие в чемпионате мира в Италии. На турнире Грюн сыграл в матчах против сборных Англии и Уругвая.
В 1994 году Жорж в третий раз принял участие в чемпионатах мира по футболу, в чемпионате мира в США. На турнире он сыграл во встречах против сборных Германии, Нидерландов и Марокко. В поединке против немцев Грюн забил гол.

### Голы за сборную Бельгии
| #   | Дата            | Место                 | Противник  | Результат | Соревнование                       |
| --- | --------------- | --------------------- | ---------- | --------- | ---------------------------------- |
| 01. | 13 июня 1984    | Ланс, Франция         | Югославия  | 0:2       | Чемпионат Европы по футболу 1984   |
| 02. | 20 ноября 1985  | Роттердам, Нидерланды | Нидерланды | 2:1       | Чемпионат мира 1986 квалификация   |
| 03. | 19 января 1988  | Тель-Авив, Израиль    | Израиль    | 0:3       | Товарищеский матч                  |
| 04. | 2 июля 1994     | Чикаго, США           | Германия   | 3:2       | Чемпионат мира 1994                |
| 05. | 7 июня 1995     | Скопье, Македония     | Македония  | 0:5       | Чемпионат Европы 1996 квалификация |
| 06. | 6 сентября 1995 | Брюссель, Бельгия     | Дания      | 1:3       | Чемпионат Европы 1996 квалификация |

## Достижения
Командные
 «Андерлехт»
- Чемпион Бельгии (3): 1984/85, 1985/86, 1986/87, 1994/95
- Обладатель Кубка Бельгии — 1987/88, 1988/89
- Обладатель Суперкубка Бельгии — 1985, 1987
- Обладатель Кубка УЕФА — 1982/83

 «Парма»
- Обладатель Кубка Италии — 1991/92
- Обладатель Кубка кубков — 1992/93
- Обладатель Суперкубка УЕФА — 1993